# Districtul Bregenz

Districtul Bregenz

Districtul Bregenz (germană Bezirk Bregenz) se află în landul Vorarlberg, Austria. Centrul administrativ al districtului se află în Bregenz. Districtul se întinde pe o suprafață de 863,34 km² și avea în 2010, 127.014 loc. cu o densitate de 147 loc./km². El cuprinde 4 orașe, 40 de comune, 5 târguri, pe teritoriul său se află gura de vărsare a Rinului în lacul Constanța.

## Localități
| Orașe - Bregenz (27.824) Târguri - Bezau (1979) - Hard (12.558) - Hörbranz (6294) - Lauterach (9456) - Wolfurt (8096) | Comune - Alberschwende (3124) - Andelsbuch (2330) - Au (1692) - Bildstein (727) - Bizau (1023) - Buch (547) - Damüls (316) - Doren (1023) - Egg (3370) - Eichenberg (386) - Fußach (3673) - Gaißau (1664) - Hittisau (1831) - Höchst (7780) - Hohenweiler (1285) - Kennelbach (1887) - Krumbach (992) | - Langen bei Bregenz (1306) - Langenegg (1072) - Lingenau (1339) - Lochau (5454) - Mellau (1311) - Mittelberg (5063) - Möggers (536) - Reuthe (609) - Riefensberg (993) - Schnepfau (486) - Schoppernau (924) - Schröcken (229) - Schwarzach (3694) - Schwarzenberg (1808) - Sibratsgfäll (396) - Sulzberg (1749) - Warth (188) |

|  |